# 청주 월리사 이구당부도
월리사 이구당부도는 충청북도 청주시 상당구에 있다. 2015년 4월 17일 청주시의 향토유적 제41호로 지정되었다.

## 개요
조선후기 석종형부도로 청주지역 불교문화 연구에 귀중한 자료이다.